# St. Pankratius (Bendeleben)

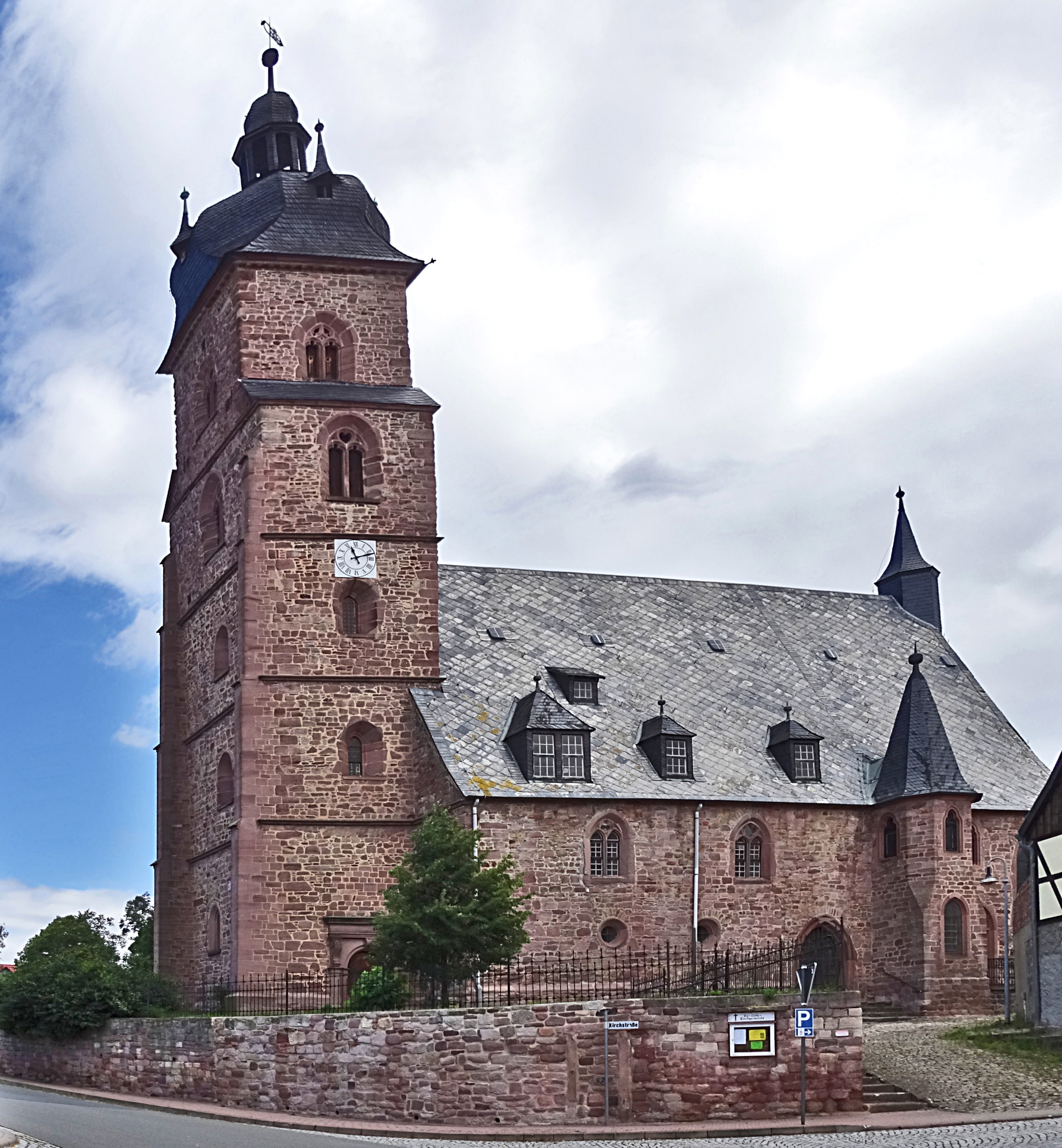
St. Pankratius (Bendeleben)

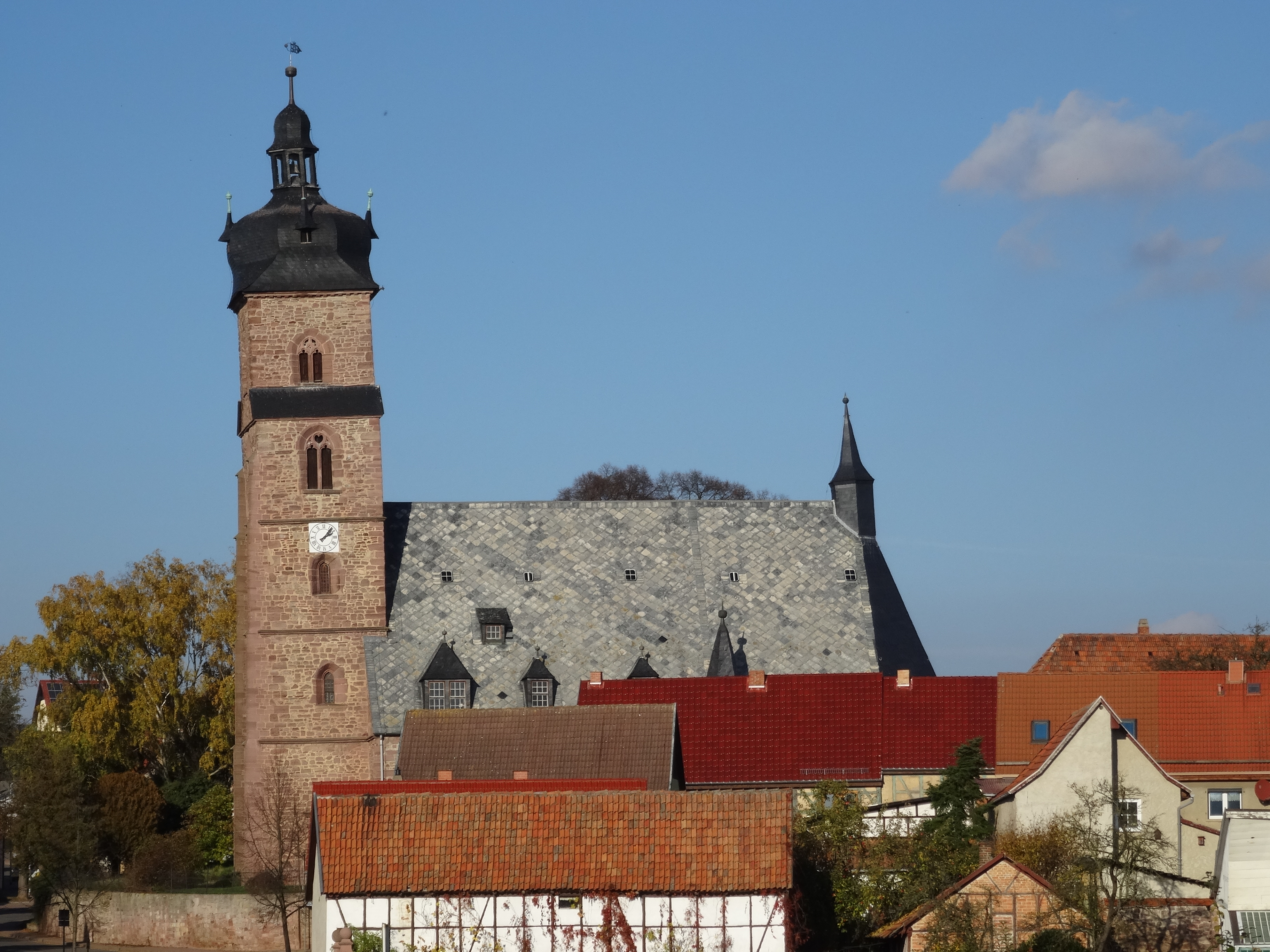
Ansicht von Süden

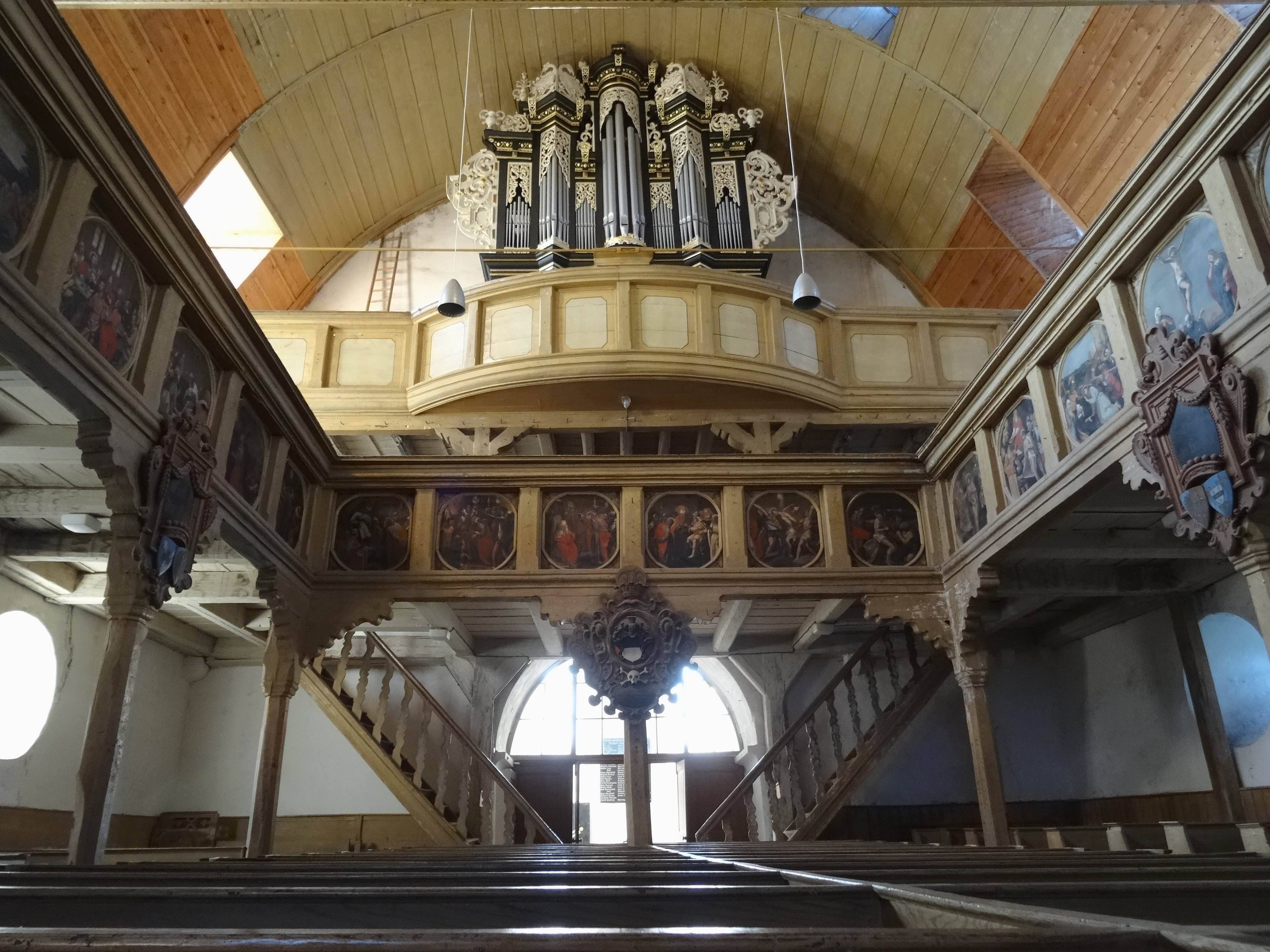
Innenansicht

Die evangelische Dorfkirche St. Pankratius ist eine stattliche nachgotische Saalkirche im Ortsteil Bendeleben der Gemeinde Kyffhäuserland im Kyffhäuserkreis in Thüringen. Sie gehört zur Kirchengemeinde Bendeleben im Pfarrbereich Kyffhäuserland der Evangelischen Kirche in Mitteldeutschland und ist für ihren schiefen Turm und die üppige frühbarocke Ausstattung bekannt.

## Geschichte und Architektur
Die Kirche wurde 1588 auf den Grundmauern eines Vorgängerbauwerks aus dem 12. Jahrhundert in rotem Sandstein erbaut und 1815 nach einem Blitzeinschlag erneuert. Innenrenovierungen wurden 1861, 1906–1908 und 1967–1972 durchgeführt. Das Bauwerk ist mit einem fünfgeschossigen Westturm mit eingezogenem Glockengeschoss und geschweifter Haube versehen, der 1623 vollendet und 1725 verändert wurde. Er ist deutlich erkennbar um mehr als einen Meter nach Westen aus dem Lot gewichen. Mit 1,13 Meter aus dem Lot gehört er zu den 10 schiefsten Kirchtürmen in Deutschland.
Das Innere der Kirche wird durch Rund- und Spitzbogenfenster erhellt, die teils mit Maßwerk versehen sind; das Maßwerk wurde teilweise erneuert. Das dreiseitig geschlossene Schiff wird durch ein Satteldach mit Dachreiter abgeschlossen. Im Jahr 1907 wurden eine Grabkapelle auf der Nordseite und ein Treppentürmchen auf der Südseite angebaut.
Das Innere wird durch ein hölzernes Tonnengewölbe mit Resten einer Bemalung aus der Bauzeit abgeschlossen. Der Raum wird von einer dreiseitigen Empore umgeben, die an den Brüstungsfeldern mit Szenen aus dem Neuen Testament aus der Zeit um 1600 bemalt ist, die 1861 übermalt und in eine ovale Rahmung eingepasst wurden. An der Südseite des Altarraumes ist eine Loge mit reichem figürlichen und ornamentalem Schmuck angeordnet, die Darstellungen des Jüngsten Gerichts und vier Bilder aus dem Alten Testament zeigt, welche 1674 datiert sind.

## Ausstattung

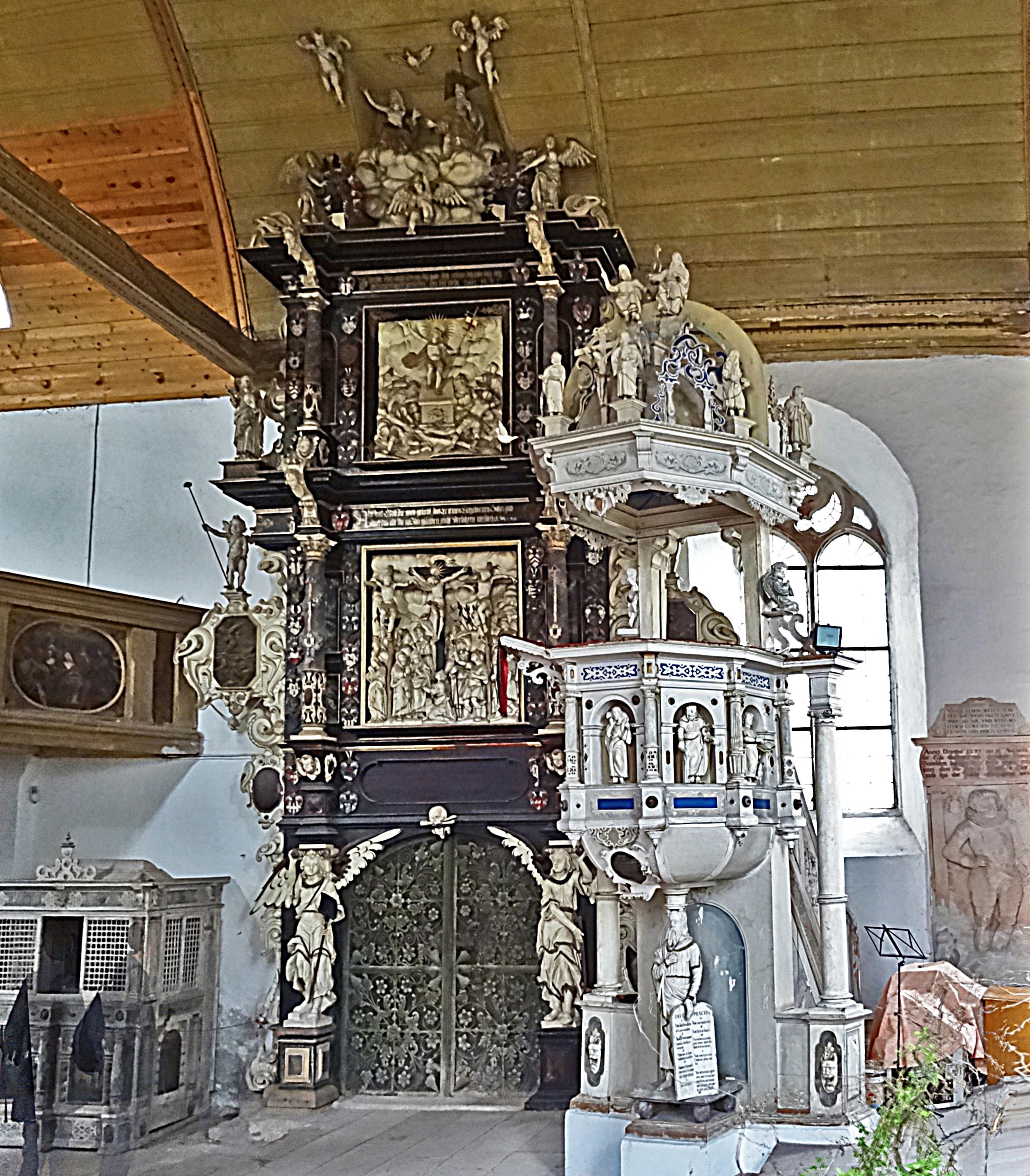
Monumental-Epitaph und Kanzel

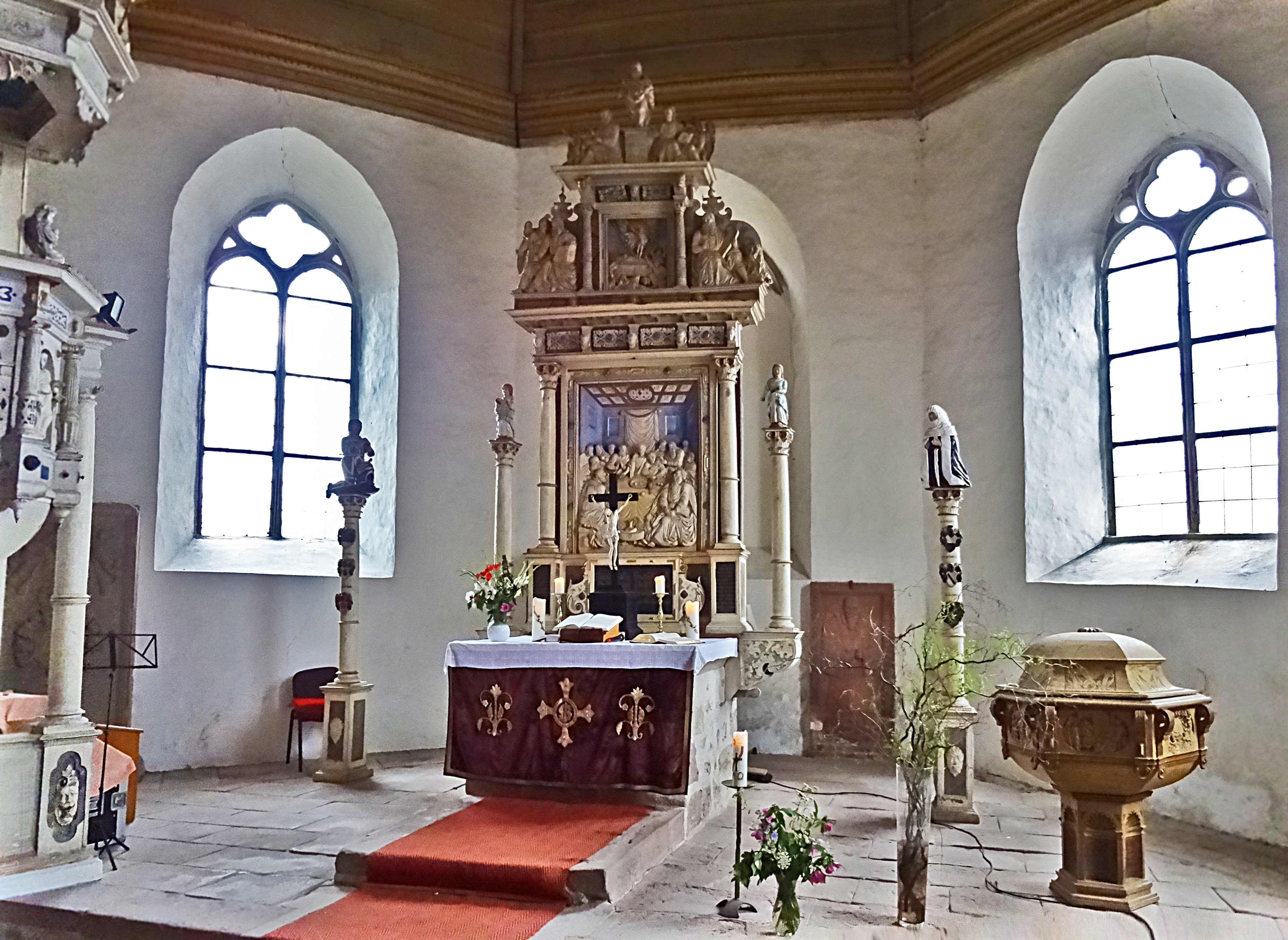
Altar und Taufstein

Das heutige Altarretabel ist aus einem ehemaligen Epitaph für Jacob und Brigitte von Bendeleben († 1590) entstanden, das 1861 übermalt wurde. Das Mittelrelief zeigt das Abendmahl, darüber die Auferstehung. Die Stifter- und Engelsfiguren wurden 1990 gestohlen.
Die reich skulptierte Kanzel ist ein Werk von 1611. Der Korb stützt sich auf eine Mosesfigur, auf dem Schalldeckel sind die Trinität und Apostel dargestellt. Der Taufstein aus dem Jahr 1614 zeigt Szenen aus dem Neuen Testament und wurde 1841 übermalt.
Das Epitaph der Herren von Bendeleben von 1661 steht vor dem Zugang zur nördlich angebauten Grabkapelle. Der mit Knorpel- und Beschlagwerk ungewöhnlich reich geschmückte Aufbau zeigt über 60 Wappen. Der Eingang ist von bewegten Engelsfiguren flankiert, darüber sind Reliefs mit Darstellungen des Kreuzigung und Auferstehung angeordnet.
Ein Epitaph der Familie Faschius von 1660 zeigt die Auferstehung Christi. An den Chorwänden sind Grabsteine für Christoph von Bendeleben, Hermann von Bendeleben († 1599), Wolf Caspari (†  1640), Nicolaus Caspari († 1609) und eine Grabplatte des Johannes Clajus († 1592) angebracht. Zahlreiche weitere Grabsteine derer von Bendeleben aus dem 17./18. Jahrhundert sind in der Grabkapelle zu finden.
Zwei Ölbilder auf der Empore aus der Mitte des 17. Jahrhunderts zeigen die Kreuzigung und die Auferstehung. Eine Glocke von 1323 wird in der Turmhalle aufbewahrt.

## Orgel

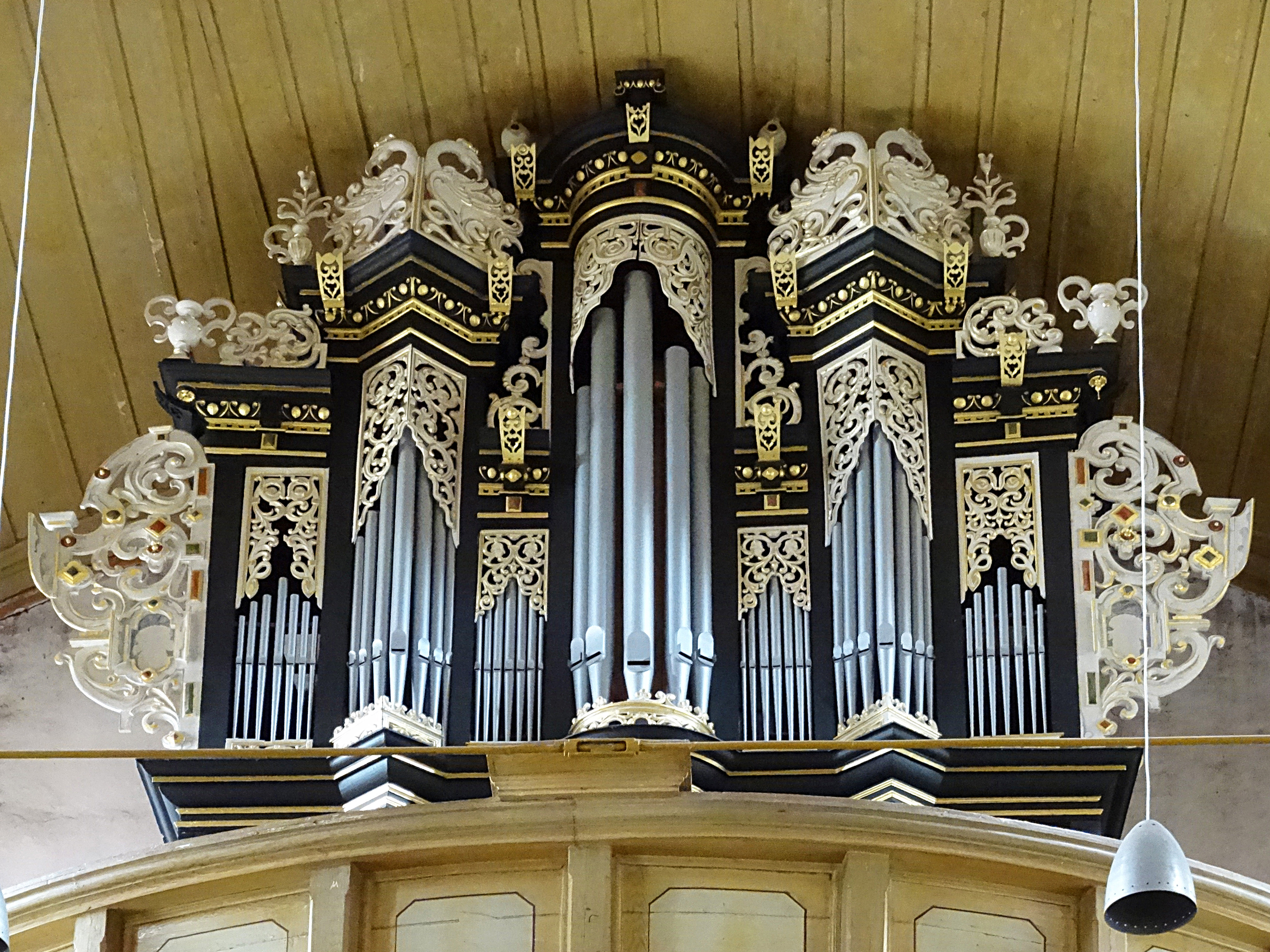
Die Orgel

Die Orgel ist ein Werk eines unbekannten Orgelbauers aus dem Jahr 1660 mit 22 Registern auf zwei Manualen und Pedal. Beim Blitzeinschlag 1811 wurde die Orgel beschädigt, jedoch wieder hergestellt, wobei die Disposition geändert wurde. 1860 wurde die Disposition nochmals geändert. In den Jahren 1998–2000 wurde die Orgel restauriert und der Prospekt neu gefasst. Die Disposition lautet:
| I Hauptwerk D–f3 |      |  |
| Bordun           | 16′  |  |
| Principal        | 8′   |  |
| Gamba            | 8′   |  |
| Gedackt          | 8′   |  |
| Octave           | 4′   |  |
| Gedackt          | 4′   |  |
| Quinta           | 3′   |  |
| Octave           | 2′   |  |
| Mixtur III       | (2′) |  |

| II Unterwerk D–f3 |        |  |
| Gedackt           | 8′     |  |
| Flöte             | 8′     |  |
| Principal         | 4′     |  |
| Gedackt           | 4′     |  |
| Quinta            | 3′     |  |
| Octave            | 2′     |  |
| Tertia            | 1 3⁄5′ |  |
| Cimbel II         |        |  |

| Pedal D–c1   |     |  |
| Violon Baß   | 16′ |  |
| Subbaß       | 16′ |  |
| Octav Baß    | 8′  |  |
| Violon       | 8′  |  |
| Posaunen Baß | 16′ |  |

- Koppeln:  Manualkoppel, Pedalkoppel.
- Nebenregister und Spielhilfen: Calcanten-Wecker